# Tracy Caldwell Dyson
Tracy Caldwell Dyson (Arcadia, 14 agosto 1969) è un'astronauta statunitense.
Ha partecipato alla missione breve STS-118 dello Space Shuttle Endeavour come specialista di missione nel 2007 e alla missione di lunga durata Expedition 23/24 sulla Stazione spaziale internazionale nel 2010. Tra marzo e settembre 2024 ha partecipato alla missione di sei mesi Sojuz MS-25 (Expedition 70/71).

## Biografia

### Istruzione
Nel 1993 conseguì una laurea in chimica presso la California State University (CSU Fullerton) e nel 1997 un dottorato di ricerca in chimica presso l'Università della California a Davis (UC Davis).

### Carriera accademica
Come dottoranda presso la CSU Fullerton, Dyson progettò, costruì e implementò componenti elettronici e hardware associati a uno spettrometro di massa a ionizzazione laser e tempo di volo per studiare la chimica della fase gassosa atmosfericamente rilevante. Durante quel periodo lavorò inoltre come elettricista/cablatrice degli interni per l'azienda di impianti elettrici di suo padre, che si occupava di costruzioni commerciali e industriali leggere. Alla UC Davis, Dyson insegnò nel laboratorio di chimica generale e iniziò la sua tesi di dottorato. Il suo lavoro di tesi si concentrò sull'indagine della reattività superficiale a livello molecolare e della cinetica delle superfici metalliche utilizzando tecniche di spettroscopia elettronica, desorbimento laser e spettrometria di massa a trasformata di Fourier. Progettò e costruì inoltre componenti periferici per un sistema di microscopia a scansione a effetto tunnel a temperatura variabile e ultra alto vuoto.
Nel 1997 ricevette la Camille and Henry Dreyfus Postdoctoral Fellowship in scienze ambientali per studiare chimica atmosferica presso l'Università della California, Irvine (UC Irvine). Lavorò nei campi della reattività e la cinetica di sistemi atmosfericamente rilevanti utilizzando la spettrometria di massa a ionizzazione a pressione atmosferica, spettroscopie di assorbimento infrarosso e ultravioletto a trasformata di Fourier. Inoltre, sviluppò metodi di ionizzazione chimica per l'interpretazione spettrale di composti in tracce. Dyson pubblicò e presentò il suo lavoro in conferenze tecniche e su riviste scientifiche.

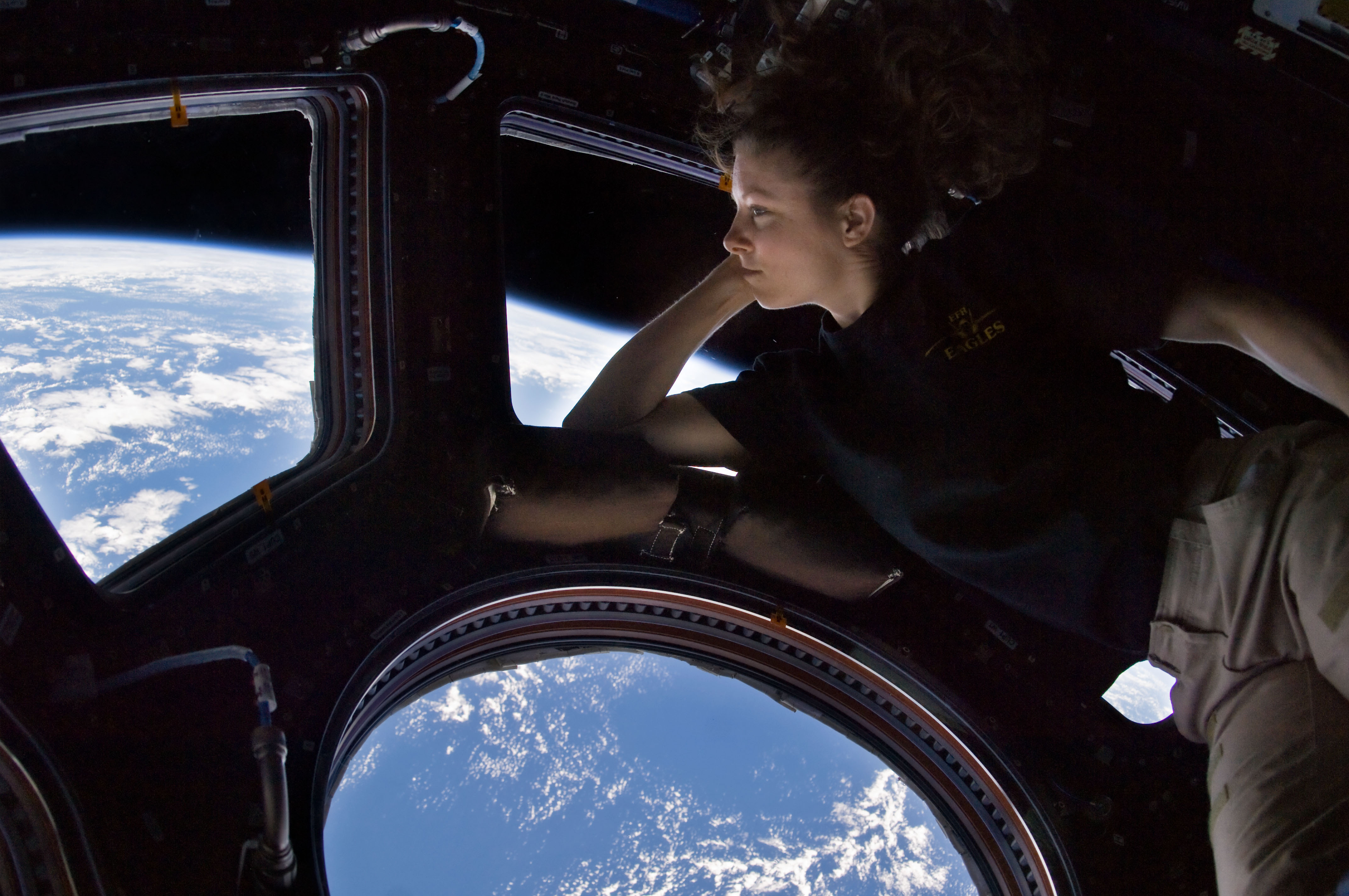
Tracy Caldwell nel modulo Cupola della Stazione spaziale internazionale osserva la Terra durante la missione Expedition 24

### Carriera di astronauta
Nel giugno 1998 venne selezionata come astronauta del Gruppo 17 degli astronauti NASA e iniziò l'addestramento di base nell'agosto dello stesso anno. Nel 1999 venne assegnata alla sezione Operazioni della Stazione Spaziale Internazionale (ISS) dell'Ufficio astronauti della NASA come intermediario in Russia, partecipando ai test e all'integrazione dell'hardware e software russi sviluppati per l'ISS. Nel 2000 venne assegnata come primo astronauta di supporto dell'equipaggio della Expedition 5, fungendo da loro rappresentante per questioni tecniche e operative durante le fasi di addestramento e permanenza in orbita.
Da allora, Dyson ricoprì diversi ruoli all'interno dell'Ufficio astronautico, lavorando all'interno del Centro di controllo missione di Houston come CAPCOM sia per le operazioni dello Space Shuttle che della ISS, fungendo da CAPCOM principale per varie missioni ISS, tra cui l'Expedition 11 e contribuì alla guida e allo sviluppo del gruppo CAPCOM per il team Operazioni di missione della navicella Boeing Starliner. Altri incarichi tecnici inclusero la verifica del software di volo nello Shuttle Avionics Integration Laboratory (SAIL) e il supporto alle operazioni di lancio e atterraggio degli Shuttle presso il Kennedy Space Center della NASA, in Florida. Al ritorno dalla sua prima missione di lunga durata, Dyson avviò e guidò diversi progetti per migliorare la formazione e le operazioni a bordo della ISS, in particolare sviluppando il l'EVA Qualification training flow (EVQ) per i candidati astronauti. Dyson fu anche la conduttrice della serie TV della NASA "StationLife" di oltre 10 episodi, un programma dedicato a mettere in risalto la scienza e la tecnologia guidate dal lavoro a bordo della ISS. Fu anche Ground IV per l'EVA 32 USOS, eseguita da Scott Kelly e Kjell Lindgren durante l'Expedition 45.
Il 21 marzo 2017 Dyson si trovava nello Studio Ovale mentre il Presidente Donald Trump firmava una legge per inviare esseri umani su Marte nel 2030 e ricevere 19,5 miliardi di dollari di finanziamenti nel 2018. Dyson e l'astronauta NASA Christopher Cassidy consegnarono a Trump una giacca di volo ufficiale durante la cerimonia.

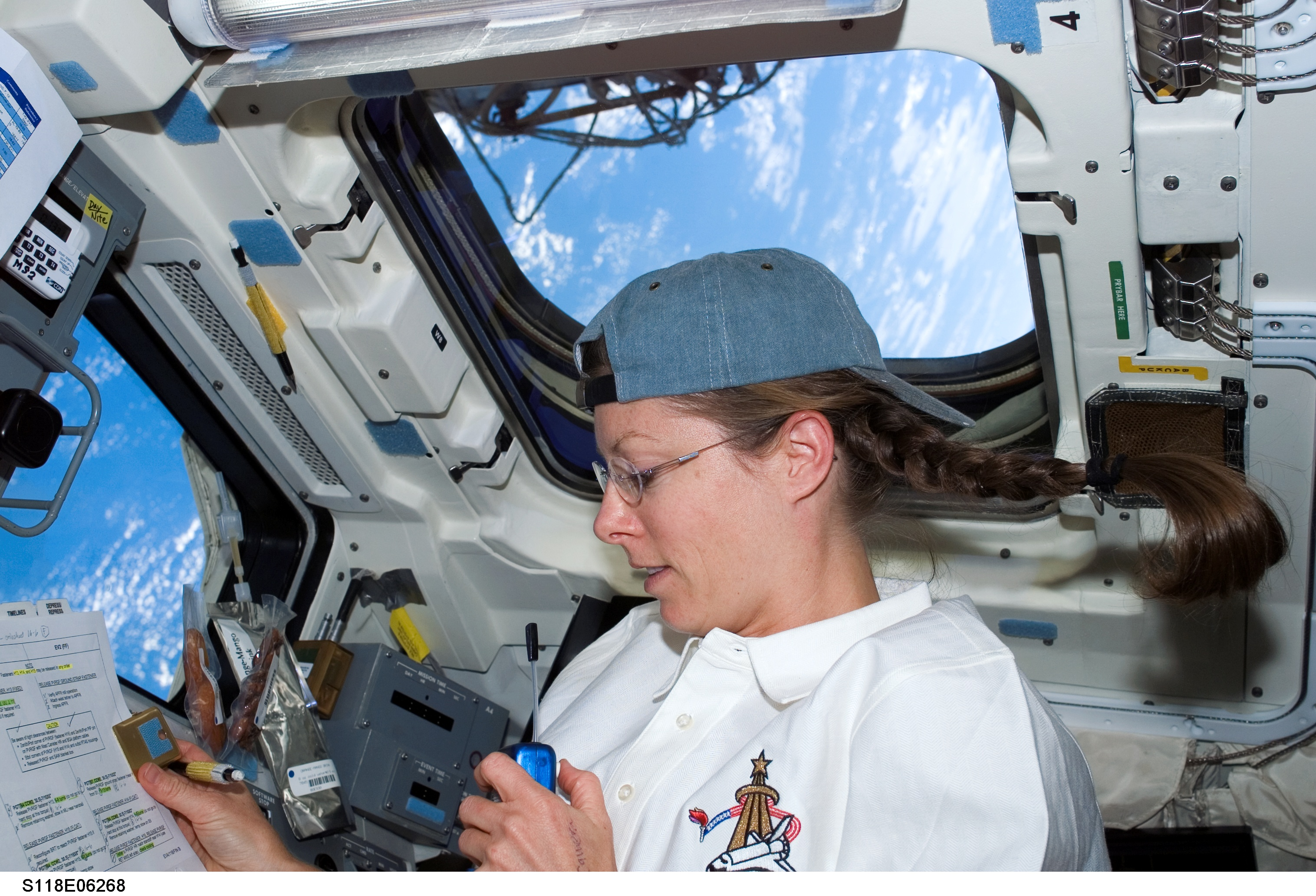
Dyson lavora sul ponte di volo dello Space Shuttle Endeavour durante l'STS-118

#### STS-118
Partì per la sua prima missione spaziale l'8  agosto 2007 a bordo dello Space Shuttle Endeavour per la missione STS-118. Durante la missione, l'equipaggio consegnò e installò il Segmento S5 del Integrated Truss Structure e un nuovo giroscopio alla Stazione spaziale internazionale. In qualità di Specialista di missione, Dyson assistette il comandante durante l'entrata in orbita e il rendezvous/docking con la ISS. Dyson si occupò di manovrare il braccio robotico dell'Endeavour (Canadarm) con l'Orbiter Boom Sensor System (OBSS) e installare il Segmento S5 alla ISS, e svolse il ruolo di astronauta intraveicolare (IV) durante tutte le quattro attività extraveicolari (EVA) della missione.

#### Sojuz TMA-18 (Expedition 23/24)
Tre anni dopo, il 2 aprile 2010 tornò nello spazio per la missione di lunga durata Expedition 23/24 a bordo della navicella Sojuz TMA-18, raggiungendo la ISS due giorni dopo. Nei 174 giorni di missione, Dyson visse e lavorò a bordo della ISS svolgendo attività scientifica e manutenzione interna e esterna della ISS. Il 31 luglio 2010 il modulo pompa dell'ammoniaca di uno due circuiti di raffreddamento del Segmento americano della ISS, il circuito A, si guastò; l'equipaggio a bordo venne svegliato durante la notte dall'attivazione dell'allarme. Con solo metà del sistema di raffreddamento funzionante, i controllori a Terra e gli astronauti Dyson e Douglas Wheelock passarono le ore successive a spegnere diversi dispositivi e passare dei cavi di collegamento dal Segmento americano a quello russo per gestire meglio il raffreddamento della ISS. Una settimana dopo, Dyson svolse insieme a Wheelock tre EVA d'emergenza per sostituire il modulo pompa di ammoniaca guasto. Nei sei mesi di missione aiutò nello operazioni di due missioni Shuttle, l'STS-131 e l'STS-132, i cui compiti principali erano la consegna di provviste con il Multi-Purpose Logistics Module Leonardo, del terzo MELFI, del WOLF, di un Crew quarter, di MARES e del modulo russo Rassvet. Inoltre, si trovava a bordo quando due navicelle cargo russe, le Progress M-05M e Progress M-06M, ebbero entrambe dei problemi durante le ultime fasi del docking. Il 23 settembre 2010 si preparò a lasciare la ISS in vista del rientro sulla terra ma al momento della chiusura dei portelloni tra la Sojuz TMA-18 e la ISS ci furono problemi nell'ottenere una tenuta stagna tra i moduli. Infine i portelloni furono sigillati e vennero avviate le procedure per l'undocking ma al momento dell'undocking, quando la Sojuz ricevette il comando per allentare i ganci che la tenevano agganciata alla ISS, essi non si aprirono. I successivi tentativi da parte del Centro di controllo missione di Moasca di aprire i ganci non ebbero successo e l'undocking venne posticipato. Il giorno successivo, il 25 settembre 2010, la Sojuz TMA-18 riuscì con successo a eseguire un undocking con la ISS e atterrare qualche ora dopo nelle steppe disabitate del Kazakistan, concludendo con successo la missione.

#### Sojuz MS-26 (Expedition 71)

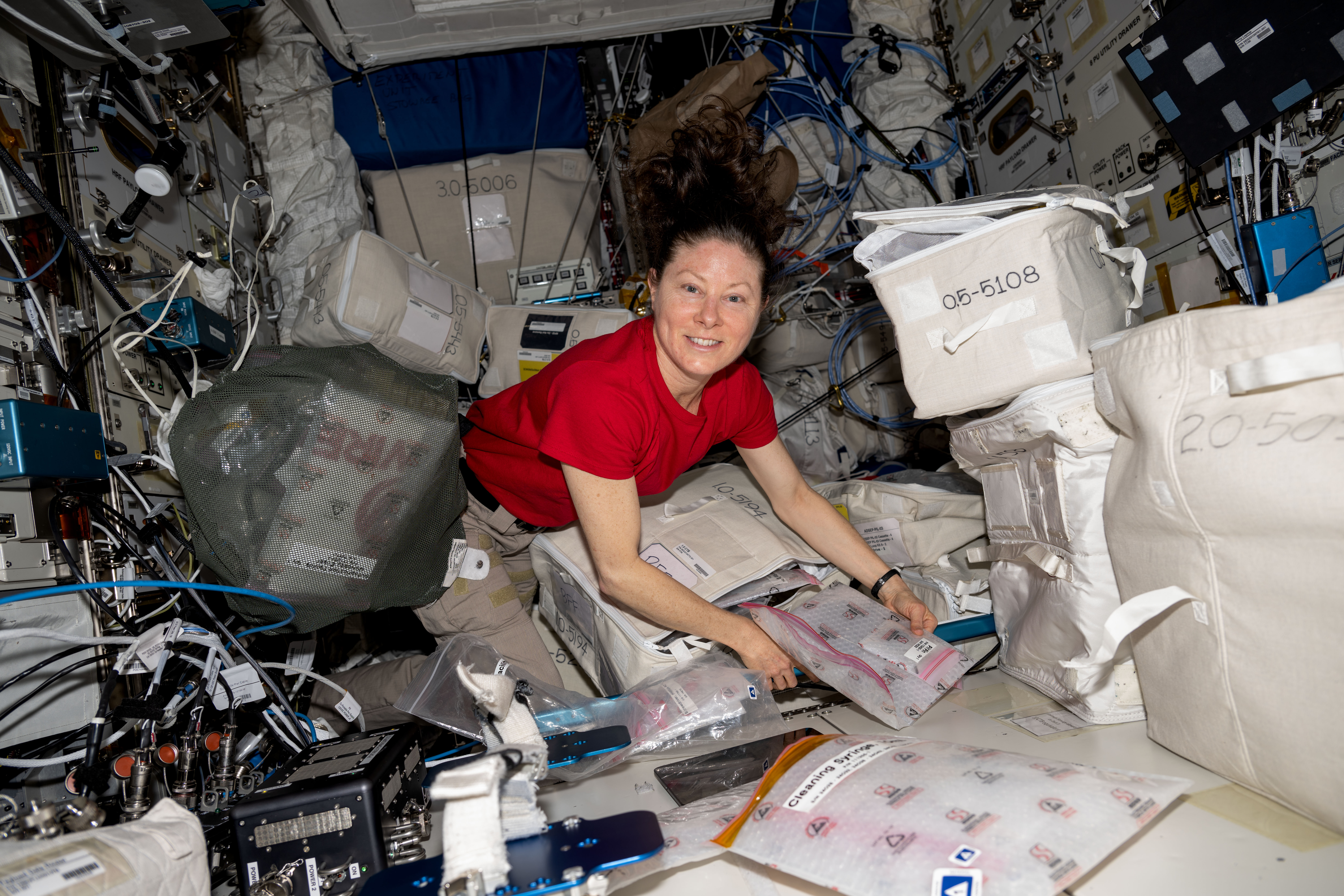
Dyson lavora nel modulo Columbus durante l'Expedition 71

Il 15 settembre 2023 venne assegnata come Ingegnere di missione 1 della missione di lunga durata Sojuz MS-25 (Expedition 70/71). Partì per la sua terza missione spaziale il 23 marzo 2024 con il comandante Oleg Novickij e la partecipante al volo Marina Vasilevskaja; Novickij e Vasilevskaja parteciparono a una missione breve di 13 giorni facendo ritorno sulla Terra con la Sojuz MS-24 mentre Dyson e i cosmonauti Oleg Kononenko e Nikolaj Čub faranno ritorno sulla Terra nel settembre 2024 a bordo della Sojuz MS-25. Il 24 giugno 2024, durante un'EVA pianificata che stava per svolgere insieme a Michael Barratt, poco prima di uscire dall'airlock Quest Dyson, riferì che il suo Service and Cooling Umbilical (SCU) aveva una perdita d'acqua che al vuoto dello spazio si è subito trasformata in ghiaccio. Il SCU smise di perdere dopo averlo ricollegato al Displays and Control Module (DCM) ma la presenza di cristalli di ghiaccio sulla tuta EMU di Dyson e nelle pareti del modulo portarono all'interruzione dell'EVA. Dyson chiuse poco dopo il portellone esterno verso lo spazio e vennero iniziate le procedure per la pressurizzazione dell'airlock. L'incidente non ebbe conseguenze né su Dyson né sulla ISS. Essendo l'EVA durata 31 minuti, rimase valido il record di EVA più breve fissata da Michael Barratt nel giugno 2009 della durata di 12 minuti.

## Vita privata
Dyson ama gli sport, l'escursionismo, la riparazione/manutenzione delle auto e tutto ciò che richiede utensili elettrici. Ha gareggiato nell'atletica leggera intercollegiale alla California State University (CSU Fullerton), sia come velocista che come saltatrice in lungo, oltre che come membro delle squadre femminili 4x100m e 4x400m. È un pilota privato e parla fluentemente la Lingua dei segni americana (ASL) e il russo. Fa parte della band musicale Max Q composta da astronauti della NASA.